# Ika
L'Ika és una llengua que es parla a l'estat del Delta i al d'Akwa Ibom a Nigèria. En ser una llengua igbo, es considera que els seus parlants són d'Igboland. És parlada pels ikas.
És considerada una llengua separada del subgrup de llengües igbo. La llengua es parla a la zona del centre comercial i administratiu d'Agbor. S'ha desenvolupat en una forma estàndard. A l'est i al sud d'aquesta ciutat l'ika que s'hi parla s'ha desenvolupat com més semblant a l'igbo. Segons l'ethnologue, l'any 2000 hi havia 22.800 d'ika-parlants.

## Religió i població
El 91% dels ika-parlants professen religions cristianes: el 55% són protestants, el 30% catòlics, el 15% pertanyen a esglésies independents i el 12% són evangelistes. El 9% restant són seguidors de religions tradicionals africanes.